# Tangara à tête marron
Thlypopsis ruficeps
Espèce
Répartition géographique
Statut de conservation UICN

 LC  : Préoccupation mineure
Le Tangara à tête marron (Thlypopsis ruficeps) est une espèce de passereaux appartenant à la famille des Thraupidae.

## Répartition

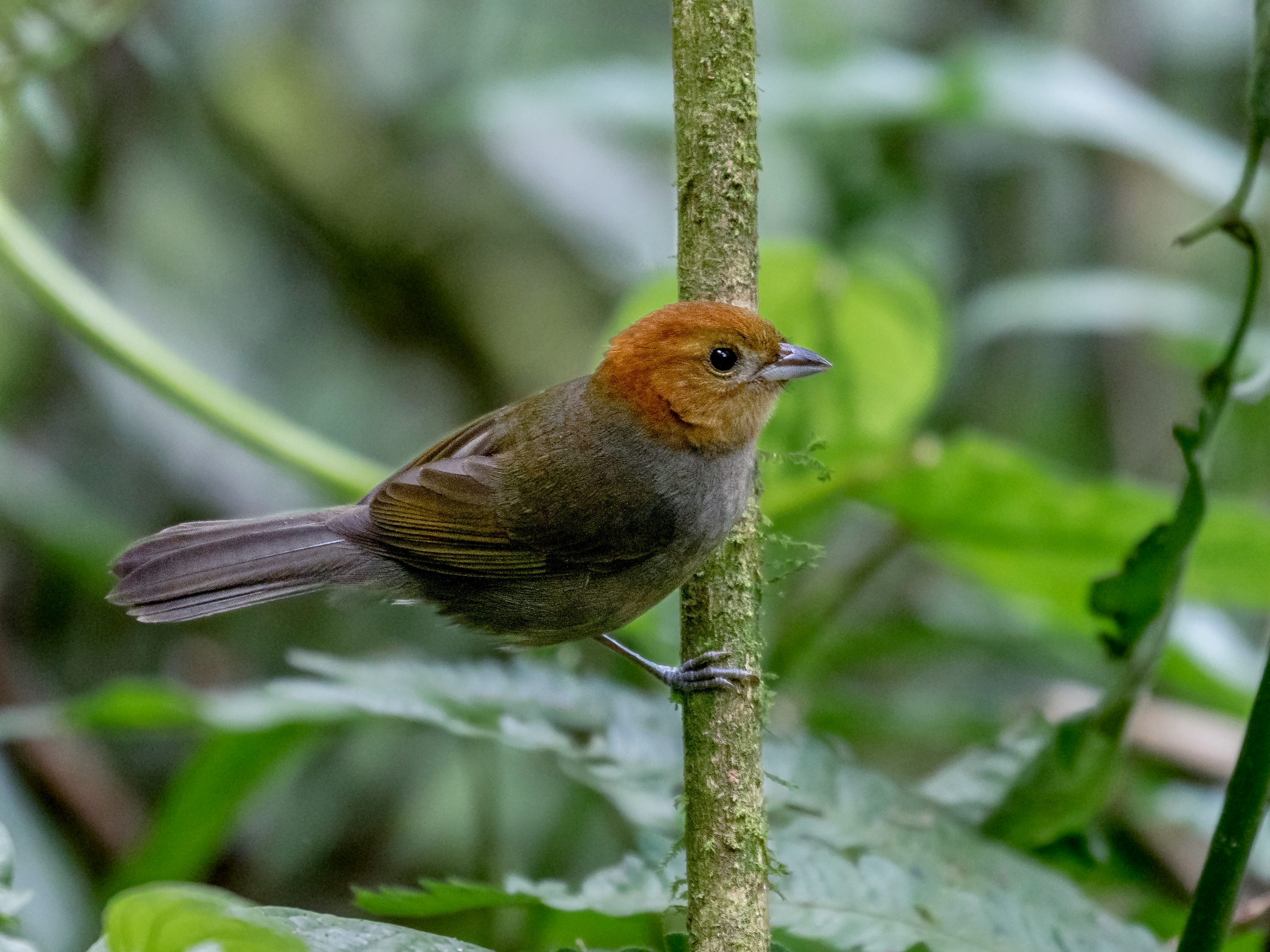
Une femelle.

Cet oiseau vit à travers le sud de la forêt atlantique.